# TJ Rudá hvězda Jihlava
TJ RH Jihlava (celým názvem: Tělovýchovná jednota Rudá hvězda Jihlava) byl československý vojenský fotbalový klub, který sídlil v Jihlavě. Založen byl v roce 1952 jako Rudá hvězda Jihlava. Zanikl roku 1962 sloučením s Dynamem Jihlava.

## Historické názvy
Zdroj: 
- 1952 – RH Jihlava (Rudá hvězda Jihlava)
- 1953 – DSO RH Jihlava (Dobrovolná sportovní organisace Rudá hvězda Jihlava)
- 1957 – TJ RH Jihlava (Tělovýchovná jednota Rudá hvězda Jihlava)
- 1962 – zanikl sloučením s TJ Dynamo Jihlava

## Stručná historie klubu
Klub byl založen v roce 1952 a po celou svoji historii se pohyboval mezi třetí a čtvrtou nejvyšší soutěží. Hráčsky zde působili mj. Jaroslav Přeček a Anton Srbecký. Zanikl roku 1962 sloučením s Dynamem Jihlava.

## Umístění v jednotlivých sezonách
Stručný přehled
Zdroj: 
- 1952: II. třída okresu Jihlava
- 1953: Krajská soutěž – Jihlava
- 1954: Krajský přebor – Jihlava
- 1955–1956: I. A třída Jihlavského kraje
- 1957–1960: Oblastní soutěž – sk. C
- 1960–1962: Jihomoravský krajský přebor

Jednotlivé ročníky
Zdroj: 
Legenda: Z – zápasy, V – výhry, R – remízy, P – porážky, VG – vstřelené góly, OG – obdržené góly, +/− – rozdíl skóre, B – body, červené podbarvení – sestup, zelené podbarvení – postup, fialové podbarvení – reorganizace, změna skupiny či soutěže
| Československo (1952 – 1962) |                              |        |    |     |     |     |     |     |     |    |        |
| Sezóny                       | Liga                         | Úroveň | Z  | V   | R   | P   | VG  | OG  | +/− | B  | Pozice |
| 1952                         | II. třída okresu Jihlava     | 3      | 22 | ... | ... | ... | ... | ... | ... |    |        |
| 1953                         | Krajská soutěž – Jihlava     | 4      | 24 | 15  | 2   | 7   | 79  | 44  | +35 | 32 | 3.     |
| 1954                         | Krajský přebor – Jihlava     | 3      | 18 | 4   | 3   | 11  | 36  | 56  | −20 | 11 | 8.     |
| 1955                         | I. A třída Jihlavského kraje | 4      | 22 | 12  | 2   | 8   | 55  | 48  | +7  | 26 | 4.     |
| 1956                         | I. A třída Jihlavského kraje | 4      | 22 | 17  | 2   | 3   | 66  | 32  | +34 | 36 | 1.     |
| 1957/58                      | Oblastní soutěž – sk. C      | 3      | 33 | 14  | 4   | 15  | 63  | 79  | −16 | 32 | 6.     |
| 1958/59                      | Oblastní soutěž – sk. C      | 3      | 26 | 10  | 7   | 9   | 48  | 41  | +7  | 27 | 6.     |
| 1959/60                      | Oblastní soutěž – sk. C      | 3      | 26 | 11  | 3   | 12  | 48  | 57  | −9  | 25 | 8.     |
| 1960/61                      | Jihomoravský krajský přebor  | 3      | 26 | 18  | 2   | 6   | 78  | 30  | +48 | 38 | 2.     |
| 1961/62                      | Jihomoravský krajský přebor  | 3      | 26 | 10  | 5   | 11  | 62  | 60  | +2  | 25 | 7.     |

Poznámky:
- Po sezoně 1961/62 byla Rudá hvězda sloučena s Dynamem Jihlava, které převzalo její místo v Jihomoravském krajském přeboru.[2]